# Метрополитен дивизија (НХЛ)
Метрополитен дивизија (енгл. Metropolitan Division) је уз Атлантик дивизију део источне конференције и једна од четири дивизије у националној хокејашкој лиги. Формирана је 2013. године током реорганизације лиге. Од свог настанка и сезоне 2013/14 дивизија има 8 клубова и још увек није било никаквих измена.

## Тренутни састав дивизије
Састав дивизије након последње реорганизације (од сезоне 2013/14).
| # | Клуб | Клуб                 | Седиште                        |
| - | ---- | -------------------- | ------------------------------ |
| 1 |      | Вашингтон капиталси  | Вашингтон, САД                 |
| 2 |      | Каролина харикенси   | Рали, Северна Каролина, САД    |
| 3 |      | Коламбус блу џекетси | Коламбус, Охајо, САД           |
| 4 |      | Њу Џерзи девилси     | Њуарк, Њу Џерзи, САД           |
| 5 |      | Њујорк ајлендерси    | Њујорк Сити, Њујорк, САД       |
| 6 |      | Њујорк ренџерси      | Њујорк Сити, Њујорк, САД       |
| 7 |      | Питсбург пенгвинси   | Питсбург, Пенсилванија, САД    |
| 8 |      | Филаделфија флајерси | Филаделфија, Пенсилванија, САД |

## Историја
Прва верзија дивизије бројала је осам клубова.
- Вашингтон капиталси
- Каролина харикенси
- Коламбус блу џекетси
- Њу Џерзи девилси
- Њујорк ајлендерси
- Њујорк ренџерси
- Питсбург пенгвинси
- Филаделфија флајерси

### Измене током реорганизације
- У сезони 2020/21 због пандемије лига се играла у формату са 4 нове дивизије без конференција (Каролина и Коламбус су додати Централној дивизији, а Њу Џерси, Њујорк ајландерси, Њујорк ренџерси, Филаделфија, Питсбург и Вашингтон Источној дивизији).
- Од сезоне 2021/22 лига се вратила систему са 2 конференције и 4 дивизије (Каролина и Коламбус су враћени из Централне дивизије, а Њу Џерси, Њујорк ајландерси, Њујорк ренџерси, Филаделфија, Питсбург и Вашингтон из Источне дивизије).